# Réserve écologique du Ruisseau-de-l'Indien
La réserve écologique du Ruisseau-de-l'Indien est située en bordure de la rivière des Outaouais, en face de Deep River en Ontario à mi-chemin entre Sheenboro et Rapides-des-Joachims, dans le Pontiac.
Son appellation reprend celle du ruisseau de l'Indien qui court sur une longueur de près de 10 km depuis le lac Farrell. Établie par décret le 8 mai 1991 dans le but de conserver ce territoire à l'état naturel et de le réserver pour la recherche scientifique et l'éducation, la réserve vise en outre à préserver un échantillonnage de forêt développée de pin blanc et de pin rouge et à sauvegarder des espèces animales et végétales menacées de disparition. La réserve protège des écosystèmes représentatifs de la région écologique du Lac Pythonga laquelle appartient au domaine de l'érablière à bouleau jaune.
D'un point de vue archéologique, la réserve abrite aussi un site où a été retrouvé des artefacts liés aux tribus amérindiennes vivant dans la région, certains datant de plus de 4 000 ans.